# .gf
‎.gf‏ دامنه اینترنتی اختصاص داده شده به گویان فرانسه است.